# Gesetzgebende Nationalversammlung

Die Gesetzgebende Nationalversammlung war ein zentrales Element in der französischen Verfassung von 1791.

Die gesetzgebende Nationalversammlung (französisch Assemblée nationale législative) war, als Nachfolgerin der verfassungsgebenden Nationalversammlung, vom 1. Oktober 1791 bis zum 21. September 1792 das erste als Legislative tätige Parlament in der konstitutionellen Monarchie.
Der Begriff „gesetzgebende Nationalversammlung“ erklärt sich aus der Unterscheidung zur „verfassungsgebenden Nationalversammlung“ (Konstituante), die die zugrundeliegende Verfassung des 3. September 1791, der ersten der Französischen Revolution ausgearbeitet hatte, die das revolutionäre Frankreich von einer absolutistischen in eine konstitutionelle Monarchie umwandelte, was allerdings nur rund ein Jahr Bestand hatte – bereits 1792 wurde die Französische Republik ausgerufen und ein Nationalkonvent eingesetzt (siehe auch Zeittafel zur Französischen Revolution). Die Mitglieder der verfassungsgebenden Nationalversammlung wurden nicht mehr zur Wahl in die gesetzgebende Nationalversammlung zugelassen.

## Wahl
Das Wahlsystem (Zensuswahlrecht) war ebenfalls in der ersten Revolutionsverfassung von 1791 festgelegt. Demnach durften nur Aktivbürger wählen: französische Männer über 25 Jahre, deren Steueraufkommen dem Gegenwert von mindestens drei Arbeitstagen (2–5 Livres) entsprach. Die Zahl der wahlberechtigten Franzosen umfasste etwas mehr als 4 Millionen, bei einer Gesamtbevölkerung von ungefähr 20–25 Millionen Menschen. Diese 4 Millionen Wahlberechtigten wählten im Juni 1791 50.000 Wahlmänner, die mindestens einen Besitz von 100–400 Arbeitstagen haben mussten. Diese Wahlmänner wählten zwischen dem 29. August und dem 5. September 1791 745 Abgeordnete in die gesetzgebende Nationalversammlung. Wie viele Abgeordnete pro Département ins Parlament zogen, war von der Bevölkerungszahl und dem Steueraufkommen abhängig. Jedes der flächenmäßig ungefähr gleich großen Départements (mit Ausnahme Paris) wählte mindestens drei Abgeordnete (82 × 3=246 + ein Abgeordneter für Paris). Weitere 249 Abgeordnete wurden nach der Bevölkerungszahl und nochmals 249 nach dem Steueraufkommen verteilt (Kapitel I, Abschnitt 1, Art. 1–5).
Die Legislaturperiode sollte laut Verfassung zwei Jahre betragen. Der König konnte dieses Parlament nicht auflösen.

## Gesetzgebung
Die Nationalversammlung war alleine für die Gesetzgebung zuständig. Es gab keine zweite Kammer. Der König hatte kein Mitspracherecht. Er hatte nur die Möglichkeit, das Gesetz zu unterschreiben oder sein Veto einzulegen. Dieses Veto hatte jedoch nur aufschiebende Wirkung (suspensives Veto). Für den Fall, dass die Nationalversammlung auch in der nachfolgenden Legislaturperiode an dem Gesetz festhält, galt dieses als erlassen.

## Zusammensetzung
Die Mehrheit der Mitglieder der gesetzgebenden Nationalversammlung war unter 30 Jahre alt. Bürgerliche Advokaten und Eigentümer dominierten, d. h. es gab anders als noch in der Konstituante nur wenige Adelige und Geistliche; die Unterklassen waren auch weiterhin gar nicht vertreten.
Die Anhänger der konstitutionellen Monarchie, welche in der Konstituante die Linke gebildet hatten, waren nunmehr nach rechts gerückt. Diese Abgeordneten, welche ihre politischen Ziele mit dem Inkrafttreten der Verfassung von 1791 erreicht und als Abspaltung vom Jakobinerklub den sog. Klub der „Feuillants“ gegründet hatten, lehnten jede weitere Demokratisierung ab. Der politischen Rechten in der gesetzgebenden Nationalversammlung werden zugerechnet insgesamt 264 Abgeordnete. Einer ihrer namhaften Wortführer war der Abgeordnete Théodore Lameth. Er und seine Gefolgsleute in der gesetzgebenden Nationalversammlung, die sog. „Lamethisten“, folgten den Losungen des Konstituante-Triumvirats, bestehend aus Antoine Barnave, Adrien Duport und Alexandre Lameth. Andere rechte Abgeordnete in der gesetzgebenden Nationalversammlung, die sog. „Fayettisten“, waren Anhänger des Marquis de la Fayette.
Die politische Linke bestand aus 136 Abgeordneten, welche im Allgemeinen Mitglieder des Jakobinerklubs waren; diese Fraktion wurde besonders von den Pariser Abgeordneten Jacques Pierre Brissot (daher die Bezeichnung als „Brissotiner“) und Condorcet geführt, aber auch von zahlreichen redegewandten Abgeordneten aus dem südwestfranzösischen Département Gironde (daher die Bezeichnung als „Girondisten“): Pierre Vergniaud, Armand Gensonné, Jean-Antoine Lafargue de Grangeneuve und Marguerite Élie Guadet. Zur wenig einflussreichen äußersten Linken zählten die das allgemeine Wahlrecht befürwortenden Abgeordneten Robert Lindet, Georges Couthon und Lazare Nicolas Marguerite Carnot sowie das sog. „Trio der Cordeliers“, bestehend aus Claude Basire, François Chabot und Merlin de Thionville.
Zwischen den Feuillants und den Girondisten standen die sog. Unabhängigen bzw. Konstitutionalisten, welche 345 Abgeordnete stellten.
Der Sturz des Königtums am 10. bzw. 11. August 1792 führte zu dramatischen Veränderungen in den Mehrheitsverhältnissen der gesetzgebenden Nationalversammlung. Der Übergang zur Republik löste eine Emigrationswelle unter den Abgeordneten aus, so dass in den letzten Wochen zwei Drittel der Sitze der gesetzgebenden Nationalversammlung leer blieben; hierdurch wurden die Girondisten zur stärksten Fraktion.
Die Pariser Klubs und Salons spiegelten die Auffassungen in der gesetzgebenden Nationalversammlung wider: Der Salon der Madame de Staël wurde der Treffpunkt der fayettistischen Partei, während sich die Brissotiner im Salon von Madame Roland, der „Seele der Gironde“, zusammenkamen; Vergniaud versammelte seine Freunde dagegen im Salon von Madame Dodun. Im Feuillantinerklub verkehrten die Konstitutionalisten, also gemäßigte Bürgerliche. Im Jakobinerklub dominierten dagegen Kleinbürger, Ladeninhaber und Handwerker; die bevorzugten Redner dort waren Maximilien de Robespierre und Jacques Pierre Brissot. Die Mitglieder des Klubs der Cordeliers entstammten den Unterschichten.

## Tagungsort
Die gesetzgebende Nationalversammlung tagte in der Salle du Manège neben dem Palais des Tuileries, wobei die zwei benachbarten Klöster der Kapuziner und der Feuillanten miteinbezogen wurden. Die gesetzgebende Versammlung blieb bis zu ihrer Auflösung am 21. September 1792 in diesen Räumlichkeiten. Während des Tuileriensturms am 10. August 1792 musste die französische Königsfamilie aus dem benachbarten Tuilerienpalast fliehen und bei der gesetzgebenden Nationalversammlung Schutz suchen. Ihre Nachfolgeinstitution, der Nationalkonvent zog am 9. Mai 1793 in den Palais des Tuileries um.

## Zeittafel
- 31. Oktober 1791: Aufforderung an den emigrierten Grafen der Provence, bis zum 1. Januar 1792 nach Frankreich zurückzukehren, andernfalls er seiner Thronfolgerechte verlustig gehen werde[12]
- 2. November 1791: Verbot des Tragens von Ordenskleidung und Mönchhabit in der Öffentlichkeit, wogegen der König sein Veto einlegt[13]
- 9. November 1791: Aufforderung an alle Emigranten, bis zum 1. Januar 1792 nach Frankreich zurückzukehren, andernfalls ihre Güter beschlagnahmt würden;[14][15] gegen diesen Beschluss legt der König sein Veto ein[16]
- 29. November 1791: Verpflichtung der eidverweigernden Priester zur Ablegung eines neuen Bürgereides binnen acht Tagen[17] bei Androhung der Deportation vom Wohnsitz; gegen diesen Beschluss legt der König sein Veto ein[18]
- 29. November 1791: Aufforderung an den König, die Kurfürsten von Trier und Mainz sowie andere Reichsfürsten zu ersuchen, die Anwerbung von Emigrantenheeren auf ihren Territorien zu unterbinden[16]; hierauf Auflösung der Emigrantenvereinigungen durch den Kurfürsten von Trier[19]
- 25. Januar 1792: Aufforderung an den König, beim Kaiser zu erfragen, „ob er bereit sei, alle Verträge und Abkommen, die gegen die Souveränität, die Unabhängigkeit und die Sicherheit der Nation gerichtet sind, als nichtig anzuerkennen“; dieses Ultimatum, welches insbesondere die Rücknahme der sog. Pillnitzer Deklaration beinhaltete, wurde am 25. März 1792 überreicht und blieb unbeantwortet[20]
- 20. April 1792: Kriegserklärung gegenüber Franz II., dem „König von Ungarn und Böhmen“ (bei zehn Gegenstimmen)[21]
- 26. April 1792: Verbot für alle am Gottesdienst Mitwirkenden, ihr kirchliches Gewand außer zur Ausübung ihres Amtes zu tragen[22]
- 27. Mai 1792: Deportation jedes eidverweigernden Priesters, welcher von 20 Bürgern aus seinem Département angezeigt wird[23]; gegen diesen Beschluss legt der König sein Veto ein[23]
- 29. Mai 1792: Auflösung der von Aristokraten besetzten Garde des Königs[23]
- 8. Juni 1792: Einrichtung eines Lagers in Paris mit 20.000 Nationalgardisten (sog. Föderierte[24]), welche beim Föderationsfest am 14. Juli 1791 zugegen sein sollen[23]; gegen diesen Beschluss legt der König sein Veto ein[18]
- 11. Juli 1792: Erlass der Proklamation „Das Vaterland in Gefahr“[25]
- 12. Juli 1792: Einberufung von 50.000 Mann zur Auffüllung der Linienarmee und von 42 neuen Freiwilligenbataillonen (33.600 Mann)[26]
- 27. Juli 1792: Beschluss über den Verkauf der Emigrantengüter[27]
- 30. Juli 1792: Aufnahme der Passivbürger in die Nationalgarde[28]
- 3. August 1792: Der Pariser Bürgermeister Jérôme Pétion de Villeneuve verlangt in einer Petition an die gesetzgebende Versammlung im Namen von 47 der 48 Sektionen von Paris die Absetzung des Königs[29][30]
- 10. August 1792: Inkraftsetzung aller vom königlichen Veto betroffenen Erlasse[22]
- 10. August 1792: Vorläufige Amtsenthebung des Königs und Einberufung eines Nationalkonvents[28][31]
- 11. August 1792: Ansetzung der Nationalkonventswahlen für den 26. August 1792 (= Urwählerversammlungen) bzw. 2. September 1792 (= Wahlmännerversammlungen), wobei dasselbe Wahlrecht gelten soll wie für die Wahlen zur gesetzgebenden Versammlung mit Ausnahme der Unterscheidung in Aktiv- und Passivbürger, d. h. Einführung des allgemeinen und indirekten (Männer-)Wahlrechts[32][28]
- 11. August 1792: Bildung eines Exekutivrates; dieser provisorischen Regierung gehören fünf Girondisten sowie Danton als Justizminister an[33]
- 14., 25., 26. und 28. August 1792: Agrargesetze, um die Bauern für die Republik zu gewinnen[34]
- 17. August 1792: Einrichtung des (ersten) Revolutionstribunals für politische Verbrechen,[35] welches bis zu seiner Auflösung am 29. November 1792 drei Todesurteile verhängen wird[36]
- 18. August 1792: Verbot auch der unterrichtenden und karitativen religiösen Orden[37]
- 25. August 1792: Entschädigungslose Abschaffung der dem Wiederkaufsrecht unterliegenden Feudalabgaben, es sei denn, diese sind urkundlich nachgewiesen[27]
- 26. August 1792: Eidverweigernde Priester müssen binnen zwei Wochen Frankreich verlassen oder werden nach Guayana deportiert[27]
- 26. August 1792: Verleihung der (Ehren-)Bürgerschaft an eine zweistellige Anzahl von Ausländern, darunter Jeremy Bentham, Johann Heinrich Campe, Thomas Clarkson, Anacharsis Cloots, Alexander Hamilton, Tadeusz Kościuszko, Friedrich Gottlieb Klopstock, James Mackintosh, James Madison, Thomas Paine, Johann Heinrich Pestalozzi, Joseph Priestley, Friedrich Schiller, George Washington und William Wilberforce[38]
- 28. August 1792: Hausdurchsuchungen, um unerlaubten Waffenbesitz verdächtiger Bürger aufzuspüren[39]
- 2. September 1792: Beginn des Zusammentretens der Wahlversammlungen zum Nationalkonvent[26]
- 4. September 1792: Aufforderung zur endgültigen Abschaffung der Monarchie an den zu wählenden Nationalkonvent[40]
- 20. September 1792: Übertragung des Personenstandswesens an die Gemeindebehörden[27]
- 20. September 1792: Einführung der Zivilehe[41] einschließlich der Ehescheidung[27] und parallele konstituierende Sitzung des Nationalkonvents[42]
- 21. September 1792: Erste reguläre Sitzung des Nationalkonvents und dadurch Ablösung der gesetzgebenden Nationalversammlung[42]

## Präsidenten
Liste der Präsidenten der gesetzgebenden Nationalversammlung